# Condrodisplasia punctata rizomélica
Condrodisplasia punctata (CDP) corresponde a um grupo misto de displasias ósseas raras caracterizadas por calcificações puntiformes (deposição de cálcio anormal em áreas de formação óssea endocondral da cartilagem) afetando principalmente as cartilagens epifisárias. A CDP é diagnosticada geralmente durante o primeiro ano de vida, sendo acompanhada de mau prognóstico. A CDP encontra-se frequentemente associadas a encurtamento dos membros, fissuras coronais em vértebras da coluna torácica e lombar, microcefalia e atraso de crescimento, mobilidade articular restrita, catarata, ictiose, alopécia, alterações do sistema nervoso, retardo psicomotor, dificuldade de sucção e deglutição, deficiência auditiva e visual, convulsões, hipoplasia do nervo óptico, cifoescoliose e espinha bífida.
A família da CDP inclui a forma autossômica dominante conhecida como doença de Conradi-Hünnermann (CDPX2), a forma autossômica recessiva (rizomélica), forma que será mais debatida a posteriori e as formas ligadas ao X recessivo (CDPX1). As formas autossômicas resultam de distúrbio do metabolismo peroxissomal, a forma dominante ligada ao X (CDPX2) é causada por defeito na via da biossíntese do colesterol e a forma recessiva ligada ao X (CDPX1) resulta de defeitos no gene E da arilsulfatase.

## Condrodisplasia punctata rizomélica (CDPR)
A forma rizomélica da condrodisplasia puntiforme (CDPR) é rara, com incidência estimada em 1:100.000 e com apenas 72 casos descritos na literatura até 1995. Trata-se de uma doença autossômica relacionada às propriedades enzimáticas dos peroxissomos, organelas presentes em todas as células do organismo (principalmente no fígado, rins e fibroblastos), o que explica a grande variedade de manifestações clínicas presentes na síndrome. O complexo enzimático peroxissomal tem funções diversas que incluem a oxidação dos ácidos graxos de cadeia longa e de vários outros compostos; produção de H2O2; biossíntese de plasmalogênio, ácido biliar e colesterol  e metabolismo de lisina. Essa alteração nos peroxissomos resulta em deficiência enzimática pois há a redução da oxidação de ácido fitânico, diminuição na síntese de plasmalogênio, e presença de uma enzima peroxissômica hepática não processada (inativa), a 3-oxacil-Coa-tiolase.
Os pacientes com condrodisplasia puntiforme rizomélica (CDPR) apresentam freqüentemente fácies com micrognatia, hipoplasia malar, ponte nasal achatada e ponta bulbosa, aparentando uma face achatada. Ao contrário das demais formas de condrodisplasia puntiforme, a rizomélica tem prognóstico ruim, com infecções respiratórias de repetição e óbito nos dois primeiros anos de vida.
As queixas que comumente levam a família à procura por atendimento hospitalar incluem episódios de tosse e cianose, engasgos após as mamadas, dor à palpação dos membros, dificuldades respiratórias, além das evidentes alterações anatômicas em faces e membros.

## Fisiopatologia
O defeito na função dos peroxissomos é caracterizado por uma diminuição muito acentuada na produção de plasmalogênio, redução da oxidação de ácido fitânico e a presença de 3-oxiacil-CoA-tiolase, que é uma enzima peroxissômica do fígado não processada. No entanto, o número e a estrutura dos peroxissomos são normais.  A concentração de ácido fitânico plasmático encontra-se elevada e a produção de plasmalogênio nos fibroblastos e o conteúdo de eritrócitos estão reduzidos. São alterações características da doença, embora não estabelecido relação entre a causa e as manifestações clínicas da síndrome. No entanto, tais alterações bioquímicas são decorrentes.

## Diagnóstico
O diagnóstico da CPD é feito através de análise clínica juntamente a achados bioquímicos e radiológicos e em consequência das anomalias associadas a CDP. Nos estudos radiológicos observam-se frequentemente múltiplos pontos de calcificações na topografia das epífises, encurtamento proximal dos ossos dos membros inferiores e/ou superiores, micrognatia, e fendas coranais e/ou sagitais no corpo das vértebras. As medidas antropométricas (estatura, distância pubovértice/puboplantar, perímetro cefálico e perímetro torácico) encontram-se aquém dos valores esperados para a idade. Os exames bioquímicos utilizados incluem pesquisa de síntese de plasmalogênio em cultura de fibroblastos, bem como sua presença no interior dos eritrócitos;  dosagens séricas do ácido fitânico e nível sérico dos ácidos graxos de cadeia longa. Encontra-se reduzida a síntese de plasmalogênio nos fibroblastos, assim como seu conteúdo nos eritrócitos. Enquanto isso, o ácido fitânico plasmático encontra-se elevado e o nível sérico dos ácidos graxos de cadeia longa costuma estar normal.

### Diagnóstico diferencial
As calcificações puntiformes, que podem resultar em um atraso do processo de ossificação endocondral, crescimento reduzido e deformidade dos ossos afetados, não são específicas e têm sido vistas em uma grande variedade de doenças incluindo  doença de Refsum neonatal e clássica,  síndrome de Zellweger, síndrome de Keutel, síndrome de Smith-Lemn-Opitz, trissomia do 21 ou 18, lúpus neonatal, adrenoleucodistrofia neonatal, síndrome alcoólica fetal, infecções congênitas e neo-natais e uso materno de fenitoína ou dicumarínicos durante a gestação.

## Tratamento e recomendações
Atualmente, não existe tratamento específico para a CDP rizomélica, no entanto, os pacientes devem ser acompanhados ambulatorialmente, pois muitas manifestações clínicas podem não estar manifestadas no momento do diagnóstico, mas aparecem na evolução do quadro clínico, por exemplo: ictiose, catarata e alopecia.

## Genética
Na CDPR, o gene afetado é o PEX7, que se trata de um receptor de informação codificando o receptor citosólico para enzimas de matriz peroxissomais orientadas pelo sinal de peroxissomo segmentação tipo 2. Mutações no gene PEX7 causa Condrodisplasia punctata rizomélica (RCDP), um distúrbio na biogênese de peroxissomos. A biogênese de peroxissomos consiste no processo de importação, juntamente com a síntese de novos peroxissomos e a divisão dos já existentes.  Este processo ocorre, pois o gene PEX5 codifica a segmentação do sinal de peroxissoma 1 receptor que se liga ao sinal C-terminal de peroxissoma segmentação,  PTS1,  que encontra-se nas proteínas presentes na maior parte das matrizes. PEX7 se liga um PTS2 N-terminal. Depois ambos os receptores interagem e transportam a carga de proteína para a membrana dos proxissomos e são, portanto, transferidas para dentro; logo após o complexo de importação é desmontado, e os receptores são reciclados para a repetição do processo. 
A mutação no PXE7 provém do resultado deficiente na atividade de todos os PTS2 enzimas. 

## Relação com a Odontologia
O paciente com a CDPR apresentará alterações grave na região crânio-facial. Entre elas estão: micrognatia, que consiste em a mandíbula se apresentar numa porção muito posterior em relação à maxila e, consequentemente, gerando problemas mastigatórios, alinhamento anormal dos dentes, disfunção nas articulações, dor de cabeça e distúrbios no sono.
Podem apresentar hipoplasia malar: ocorre pouco desenvolvimento na região do osso zigomático e o indivíduo apresenta deformidade na face.
E possui ponte nasal achatada.